# Eduardo Méndez Gaa

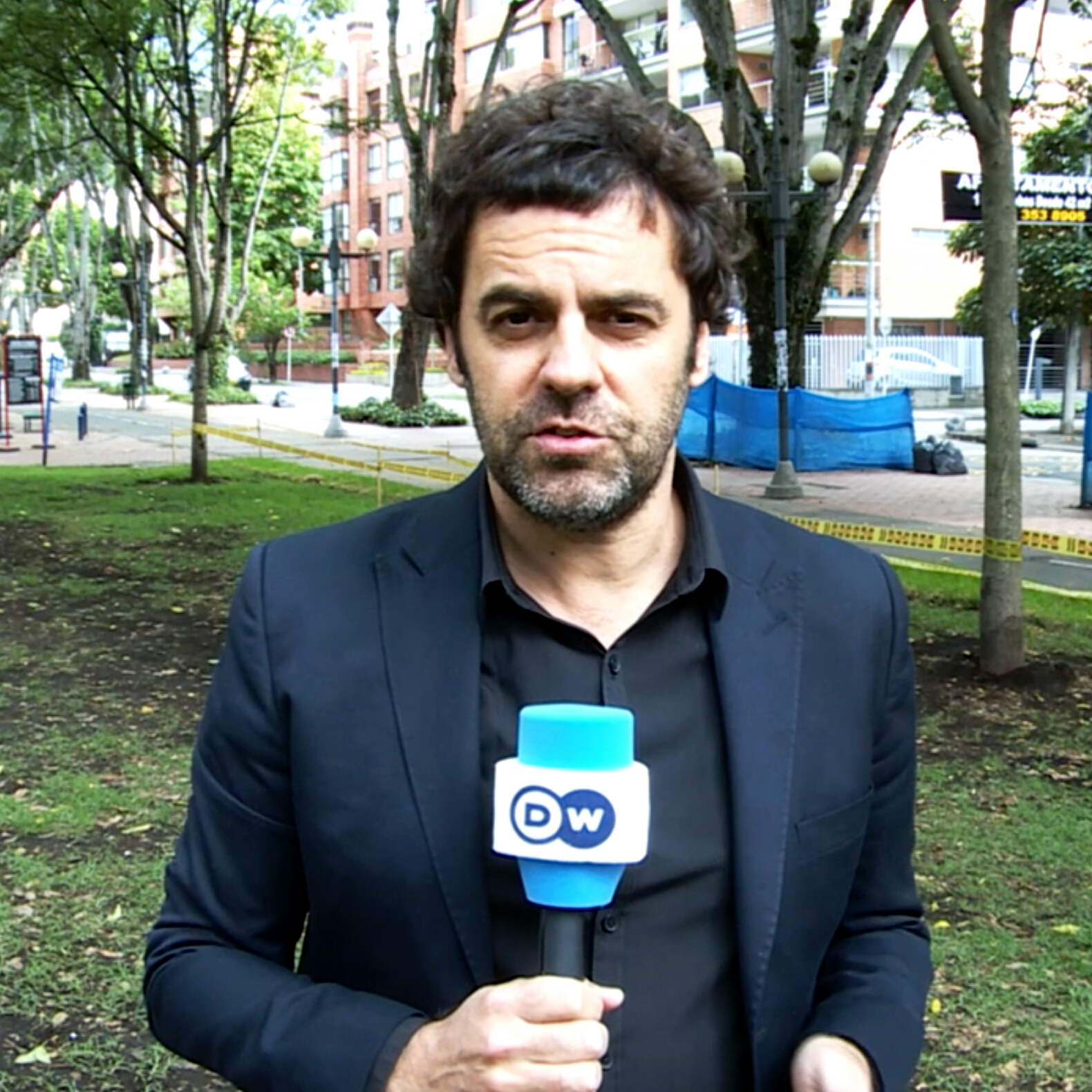
Eduardo Méndez Gaa, Lateinamerika-Korrespondent für Deutsche Welle, im November 2015, Bogotá.

Eduardo Méndez Gaa (* 3. November 1969 in Uruguay) ist ein deutsch-uruguayischer Journalist und Publizist.

## Werk
Méndez Gaa wuchs zweisprachig in Montevideo auf. Nach seinem Studium der Politikwissenschaften an der Universität Stuttgart begann er 2000 bei Deutsche Welle Fernsehen in Berlin zu arbeiten. Als Produzent realisierte er u. a. das Spanische Journal von DW-TV, weiterhin produzierte er 2009 die DW-TV-Sondersendung zum 20. Jahrestag des Mauerfalls. 2000 arbeitete er als Autor für United Visions (u. a. für den MDR, Pro7 etc.) Seit 2012 ist er stellvertretender Leiter von DW (Español).
Von 2006 bis 2008 gab er das spanischsprachige Kulturmagazin B2 magazine heraus. 2010 produzierte Méndez Gaa für DW-TV die Sondersendungen in Berlin und Mexiko zum 200. Jahrestag der lateinamerikanischen Unabhängigkeitsbewegungen. DW-TV erfuhr im Jahr 2012 einen Relaunch, die Fernsehsparte der Deutschen Welle heißt inzwischen nur noch DW. Méndez Gaa wirkte an der Neuausrichtung des neuen spanischsprachigen 24-Stunden-Senders der DW, DW (Español) mit. Er verantwortete den Social-Media-Auftritt der regionalen Version von DW. Im Jahr 2015 trat er eine Lateinamerika-Korrespondenz für DW Latinoamérica in Kolumbien an und begleitet den Friedensprozess bis April 2016 vor Ort. Méndez Gaa berichtete u. a. von den Wahlen in Argentinien und Venezuela.
Bis Juni 2020 war Méndez-Gaa Bereichsleiter Nachrichten von DW (Español).
Méndez Gaa lebt in Berlin. Im Jahr 2016 gründete er die Berliner Band Kultkombinat.